# 盘形辛那参
盘形辛那参（学名：Synallactes discoidalis）为辛那参科辛那参属的动物种加词 discoidalis 意为“盘形的”。

## 分佈
本物種分佈於日本，包括東中國海海域，多栖息于水深400-1000米的软泥底。该物种的模式产地在日本相模灣。